# Vanità (film)
Vanità è un film del 1947 diretto da Giorgio Pàstina, tratto dall'opera teatrale La gibigianna di Carlo Bertolazzi.
Segnò il debutto cinematografico di Walter Chiari, qui alle prese con uno dei pochi ruoli drammatici della sua carriera.

## Trama
Milano, XIX secolo. Enrico ha lasciato la casa materna e inizia a vivere del suo modesto lavoro con una ragazza, Bianca, ex sartina, della quale è innamorato. Bianca lo ricambia, ma è tentata dalla scalata sociale e finisce per cedere a un uomo ricco e altolocato. Enrico la scopre e la allontana, ma Bianca, abbandonata anche dal ricco amante, finisce col darsi alla prostituzione. Enrico la ritrova nella casa dove ha vissuto con lei e le chiede di tornare di nuovo con lui. Bianca, che non se ne sente più degna, rifiuta e gli dice di amare un altro uomo. Esasperato egli la ferisce di coltello. Soccorsa da un parroco e dal medico che Enrico è corso a cercare, viene trasportata nel vicino albergo equivoco in cui esercitava la professione. Moribonda fa al sacerdote un'ampia confessione, attribuendo a sé la colpa dell'accaduto. In extremis, il sacerdote li unisce in matrimonio e la ragazza spira serenamente.

## Produzione
Prodotto da Vincenzo Genesi per la Fauno Film, il film è un melodramma strappalacrime, genere molto in voga tra il pubblico italiano durante il secondo dopoguerra (poi ribattezzato dalla critica con il termine neorealismo d'appendice); venne girato negli studi I.C.E.T. di Milano.

## Distribuzione
Il film uscì nelle sale cinematografiche italiane il 15 maggio del 1947, distribuito dalla Generalcine.
Venne in seguito distribuito anche in Francia, il 3 dicembre del 1948, con il titolo Confession dans la nuit

## Riconoscimenti
- Nastro d'argento 1947 a Walter Chiari come miglior attore esordiente[1]